# Municipio de Dover (condado de Lafayette)
El municipio de Dover (en inglés: Dover Township) es un municipio ubicado en el condado de Lafayette en el estado estadounidense de Misuri. En el año 2010 tenía una población de 2204 habitantes y una densidad poblacional de 10,19 personas por km².

## Geografía
El municipio de Dover se encuentra ubicado en las coordenadas 39°9′34″N 93°39′49″O / 39.15944, -93.66361. Según la Oficina del Censo de los Estados Unidos, el municipio tiene una superficie total de 216.36 km², de la cual 211.8 km² corresponden a tierra firme y (2.11%) 4.56 km² es agua.

## Demografía
Según el censo de 2010, había 2204 personas residiendo en el municipio de Dover. La densidad de población era de 10,19 hab./km². De los 2204 habitantes, el municipio de Dover estaba compuesto por el 93.97% blancos, el 2.59% eran afroamericanos, el 0.36% eran amerindios, el 0.68% eran asiáticos, el 0.14% eran isleños del Pacífico, el 0.5% eran de otras razas y el 1.77% pertenecían a dos o más razas. Del total de la población el 1.32% eran hispanos o latinos de cualquier raza.